# Második líbiai polgárháború
A 2014-ben kezdődött második líbiai polgárháború több egymással vetélkedő hatalmi csoport katonai konfliktusa Líbia területeinek és olajtermelésének az ellenőrzéséért. (Az első líbiai polgárháború sokkal rövidebb volt: 2011 februárjában, Moammer Kadhafi diktátor hatalmának megdöntésekor robbant ki, és még ugyanazon év októberében véget ért.)
A tobruki kormány és a Tripoliban székelő Nemzeti Megmentési Kormány közti konfliktusként kezdődött. Előbbit a 2014 júniusában vitatott körülmények között megválasztott Képviselőház hozta létre, az utóbbit már korábban az Általános Nemzeti Kongresszus (ÁNK), a sikertelen 2014-es puccskísérletek után.
A keleten legerősebb Képviselőház mögött áll Halifa Haftár tábornok vezetésével a Líbiai Nemzeti Hadsereg, és légicsapásokkal támogatta Egyiptom és az Egyesült Arab Emírségek. Az ÁNK székhelye nyugaton van. Többféle milícia támogatja, köztük keleten a Líbiai Hajnal koalíció és nyugaton a Líbiai Pajzs, és valamelyes támogatást nyújt neki Katar, Szudán és Törökország. Az ÁNK kezdetben elfogadta a 2014-es választás eredményeit, de elutasította őket, miután a Legfelső Alkotmánybíróság megsemmisített egy alkotmánymódosítást a líbiai átmenet forgatókönyvéről és a képviselőházi választásokról. [13] A vita miatt a megválasztott új Képviselőház visszautasította, hogy Tripoliban ülésezzen, ahol a nyugati tengerparti Miszrata város erős milíciái diktáltak. Ehelyett a Haftár tábornok ellenőrzése alatti Tobrukban hozták létre a parlamentet.
2015 decemberében, miután hosszú tárgyalásokat folytattak Szkirátban, aláírták a Líbiai Politikai Megállapodást. A felek – Tripoli, Tobruk és más rivális csoportok – megállapodtak, hogy létrehozzák a Nemzeti Megállapodás Kormányát (NMK). A következő év márciusában, Fájez esz-Szarrádzs megérkezett Tripoliban és megkezdte munkáját, az ÁNK ellenkezése dacára. Jelenleg az NMK az egyetlen nemzetközileg elismert kormány Líbiában, a Képviselőház azonban nem ismeri el a hatalmát, mivel Haftar tábornok jövőjéről nem sikerült megegyezni.
A három fő frakción kívül léteznek további, kisebb vetélkedő csoportok is: a szalafista Anszar al-Saríja) nevű milícia vezette iszlamista Bengázi Forradalmárok Sura Tanácsa, amely az ÁNK támogatását is élvezte, az Iszlám Állam három líbiai tartománya, és számos egyéb csoport, amelyek időnként tábort is váltanak.
2015 decemberében az ENSZ gyámkodásával a fő riválisok fegyverszünetet kötöttek. 2018 elején az egységkormány ellenőrzi a nyugat jórészét, a Képviselőház azonban még mindig nem támogatja, sőt megszavazott ellene egy bizalmatlansági indítványt is.
Haftar tábornok áprilisban egészségügyi okokból kiesett a képletből: 12-én jelentették, hogy kómában van, miután szélütés érte, és egy párizsi kórház intenzív osztályán ápolják. Egy ÁNk szóvivő kezdetben cáfolta az erről szóló jelentéseket. A helyi média később azt jelentette, hogy a tábornok halott, Haftarhoz közeli források szerint azonban életben van.

## Elégedetlenség az Általános Nemzeti Kongresszussal szemben
2014 elején Líbiát az Általános Nemzeti Kongresszus (ÁNK) kormányozta, a 2012-es választások felhatalmazásával. A Kongresszusban két fő politikai csoport volt: a Nemzeti Erők Szövetsége (NESZ) és a Muszlim Testvériséghez kötődő Igazság és Építés Párt (IÉP). Ezek képtelenek voltak konszenzusra jutni a legfontosabb ügyekben.
A megosztottság, a politikai izolációs törvény körüli vihar és az állandóan biztonsági kockázatok megakadályozták, hogy a Kongresszus a céljának megfelelően előrehaladást tudjon elérni egy új alkotmány elfogadása felé.
AZ ÁNK-nak konzervatív iszlamista és forradalmi csoportokhoz kötődő tagjai is voltak. Egyes tagok esetében. Egyes tagok esetében a milíciákkal való kapcsolatuk az összeférhetetlenség vádját vetette fel. Azzal vádolták őket, hogy fegyveres csoportoknak juttatnak állami pénzeket, és szemet hunynak gyilkosságok és emberrablások felett. A Komngresszuson belül megszaporodott bojkott akciók és fenyegetések megakadályozták, hogy fontos kérdéseket egyáltalán meg tudjanak vitatni a testületben. Bevezették ugyanakkor a saría jogot és egy olyan "speciális bizottság" felállítását, amely felülvizsgálja a törvényeket, hogy megfeleljenek az iszlám jognak Átment az ÁNK-n a nemi szegregáció és a hidzsáb (a női fejfátyol) bevezetése az egyetemeken, illetve a határozat, hogy ne tartsanak új választásokat miután a Kongresszus mandátuma 2014 januárjában lejárt. 2014 májusában Kalifa Haftár tábornok nagyszabású offenzívát indított az iszlamisták ellen, "Méltóság hadművelet" néven.

### Az ÁNK politikai szétforgácsolódása
A legtöbb líbiai tisztának és szabadnak érezte a 2012-es választásokat, amelyeket a líbiai választási bizottság, az ENSZ líbiai különleges missziója és civilszervezetek (mint a Választási Rendszerek Nemzetközi alapítványa, IFES) felügyeltek. A választások nyomán mégsem születhetett erős kormány, mivel a forradalom utáni Líbiából hiányoztak a szervezett politikai pártok, és az új törvényhozás így nagyon szétforgácsolt volt. A két legnagyobb tömörülés kisebbségben volt a függetlenek sokkal nagyobb csoportjával szemben, amelyben egyaránt voltak mérsékeltek és konzervív iszlamisták.
Az ÁNK 2013 júniusában Nuri Abu Szahmejnt választotta elnökének. Őt független iszlamistának tartották, és olyan kompromisszumos személynek, aki a Kongresszus liberális tagjai számára is elfogadható volt. A 184 szavazatból 96-ot kapott megválasztásakor.

### Létrehozzák a LFPH-t
Tripoli egyre kevésbé volt biztonságos. Magát az ÁNK-t is több alkalommal támadták meg milíciák és felfegyverzett tüntetők, akik még az üléstermet is elfoglalták. Megválasztását követően Nuri Abu Szahmejnnek gondoskodni a kellett az ÁNK biztonságának helyreállításáról. Ezért 2013 augusztusában létrehozta a Líbiai Forradalmárok Parancsnoki Hidja (LFPH) nevű fegyveres szervezetet, amelynek Tripoli védelme és biztonságának a szavatolása volt a feladata. Októberben azonban a szervezetet azzal vádolták meg, hogy szerepet játszott Ali Zejdán miniszterelnök elrablásában. Az ÁNK erre felmentette a biztonsági feladatok ellátása alól. Amíg hivatalban volt, Abu Szahmejn megakadályozta az állami pénzek szétosztását megcélzó vizsgálatokat, és azzal is vádolták, hogy pénzeket juttat az LFPH-nak. A LFPH nem felfegyverzett iszlamista csoport volt, tagjai Garjan város lázadói közül kerültek ki. Parancsnoka Adel Garjani volt.
2013 októberében, a miniszterelnök elrablását Abu Szahmejn elnöki pozícióját felhasználva befolyásolta az ÁNK napirendjét, hogy megakadályozza az LFPH feloszlatásának napirendre tűzését. Ugyanakkor megakadályozta egy bizottság felállítását is, amely azt vizsgálta volna, hogy juttatott 900 millió dínárt (720 millió dollárt) az LFPH-nak és más fegyveres csoportoknak. Egyelőre ekkor még csak annyi történt, hogy csökkentették az LFPH feladatköreit.)

### A miniszterelnök elrablása
Sajtójelentések szerint a 2013. október 10-én történt puccskísérlettel, amelynek a része volt a miniszterelnök elrablása, az ÁNK egyes tagjai is egyetértettek, akik túl mérsékeltnek tartották Ali Zejdánt. A legtöbb jelentés szerint a miniszterelnököt az LFPH rabolta el, de volt olyan jelentés is, amely szerint más fegyveres csoportok hajtották végre, mint a Duru3. Órákkal elrablása után egy kormányoldali milícia kiszabadította Zejdánt.

## A fegyveres csoportok megerősödése
Sok líbiai az ÁNK-t és az ideiglenes kormányt tartotta felelősnek a közbiztonság megromlásáért. A kormány nem tudta ellenőrzése alá vonni a számos jól felfegyverzett milíciát és fegyveres csoportot, amelyek a forradalom alatt jöttek létre. Az elszaporodott gyilkosságok különösen Bengázit sújtották, ahol sokan látták úgy, hogy az ÁNK hátat fordított az ország keleti részének.
A biztonság országszerte megromlott, Tripoliban és keleten is egyre erősödtek a fegyveres csoportok.
- Az Anszar al-Saría szalafista milícia 2012-ben meggyilkolta a líbiai amerikai nagykövetet.[31]
- 2013-ban elrabolták Ali Zeidan miniszterelnököt.
- 2014 januárjában az LFPH egyiptomi diplomatákat rabolt el.
- 2014-ben fegyveres tüntetők, akik állítólag szintén az LFPH-hoz kötődtek, megrohanták az ÁNK épületét. A lövöldözésben másokkal együtt két képviselő is megsérült.[28]
- 2014 áprilisában az Ibrahim Tantus néven is ismert Abd al-Muhszin Al-Libi[32] vezette milícia elfoglalta a "27-es tábor" nevű antiterrorista kiképző központot Tripoli és a Tunéziai határ közt. Al-Libi az Al-Kaida egyik régi szervezője volt, korábban a Líbiai Iszlám Harccsoport tagja.[33] A 27. tábor iszlamista erőit később a Líbiai Pajzs Erő részeként írták le.[34] Egyes megfigyelők a Líbiai Pajzs Erőt már 2012-ben kapcsolatba hozták az Al-Kaidával.[35][36]

### A politikai izolációs törvény
Bár az ÁNK-ban a liberálisok és a centristák többségben voltak az iszlamistákkal szemben, az utóbbiak 2014 májusában egy olyan törvény meghozása mellett kezdtek el kardoskodni, amely "megtiltja ténylegesen mindenkinek, aki a Kadhafi kormányzat részese volt, hogy közhivatalt viselhessen". A javaslatot sok iszlamista és független is támogatta, és a közvélemény-kutatások szerint népszerű is volt. A törvény érintette volna a liberális pártok egyes vezetőit, és az ellenérvek között szerepelt, hogy számos technokratát kirekesztett volna, akiknek a szakértelmére szükség volt.
A minisztériumokat a vita közepette fegyveres milíciák rohanták meg. Magát az ÁNK-t is felfüggesztették, és követelték a törvény elfogadását. A megfélemlített Kongresszus végül megszavazta a javaslatot, 164 igennel és mindössze négy tartózkodás mellett, ellenszavazat nélkül.

### A női jogok elfojtása
Az ÁNK-t kritikusai azért is kárhoztatták, mert támogatta az iszlamista törekvéseket a nők jogainak elfojtására. Szadik Garjani főmufti, akit az iszlamista pártokhoz kötődőnek tartanak, olyan fatváiban az ÁNK támogatására szólította fel a hívőket és arra utasította őket, hogy vegyék fel a harcot Haftár tábornok erőivel.
2013 márciusában azonban kiadott egy olyan fatvát is, amelyben elítélte az ENSZ jelentését a nőkkel és lányokkal szemben alkalmazott erőszakról. Megbélyegezte a jelentést, amely "az erkölcstelenséget és illetlenséget védelmezi, a vallással szembeni lázadáson túl, és nyíltan szembeszáll a Korán és a Szunna tartalmazta törvényekkel". Röviddel ezután kiadott egy értelmezést, amely szerint nem szabad hátrányos megkülönböztetésekkel élni férfiak és nők között, mindazonáltal a nőknek nagyobb szerepe van a családban ami nem jelenti, hogy az iszlám megsértené a nők jogait.
2013 folyamán később a nők jogait védelmező Hamidi Al-Hadi Al-Aszfar ügyvédnőt elrabolták, megkínoztál és megölték, feltételezések szerint azért, mert kritizálta a főmufti deklarációját. Senkit nem tartóztattak le az ügyben.
2013 júniusában bíróság elé állították Ali Tekbali és Fathi Szager politikusokat, azzal a váddal, hogy a nők jogait védelmező rajzok közzétételével megsértették az iszlámot. A saría törvényei szerint akár halálra is ítélhették őket. Végül azonban 2014 márciusában felmentették őket, és Ali Tekbalit később képviselőházi tagnak választották.

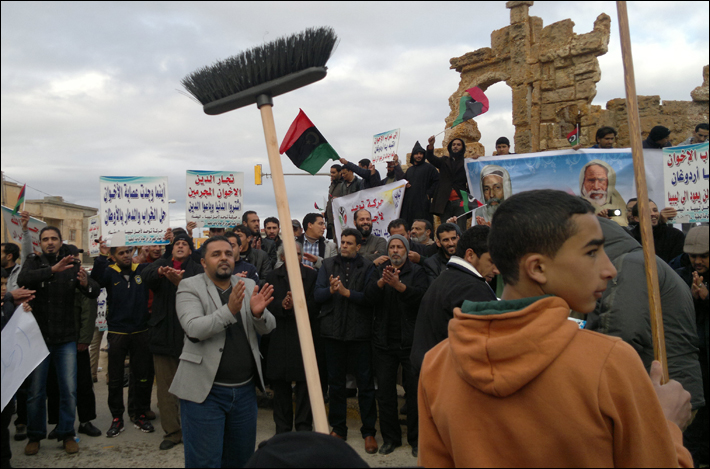
Tüntetés Sahatban az ÁNK mandátumának meghosszabbítása ellen.

2013 decemberében az ÁNK a saría törvény bevezetése mellett döntött. Ezt követően 2014 elején a líbiai egyetemeken bevezették a nemi szegregációt és a nők számára a hidzsáb kötelező viselését.

### Az ÁNK meghosszabbítja saját mandátumát
Az ÁNK nem lépett le a színről, amikor mandátuma 2014 januárjában lejárt. December 13-án a testület egyhangúlag úgy döntött, hogy legalább egy évvel meghosszabbítja saját mandátumát. Ez ellenkezést szült és tüntetésekhez vezetett. A keleti Sahat város, illetve Bajsa és Sousse lakói nagy tüntetéseken utasították el a mandátumhosszabbítás tervét, egyúttal nagyobb biztonságot követeltek, kárhoztatva az ÁNK-t amiért nem hozott létre hatékony hadsereget és rendőrséget. Tüntetés volt volt a tripoli Mártírok terén és a bengázi Tibesti hotelnél is.
2014. február 14-én Halifa Haftár tábornok felszólította az ÁNK, hogy oszlassa fel magát és átmeneti kormány alakítását sürgette, amely a választásokat felügyelné. Az ÁNK azonban puccskísérletnek bélyegezte Haftár fellépését, őt magát pedig nevetségesnek és diktátoraspiránsnak nevezték. Az ÁNK ugyanott folytatta. Két hónappal később, május 16-án Haftár megindította a Méltóság hadműveletet a Bengázit rettegésben tartó fegyveres iszlamista csoportok ellen, és ezzel elnyerte a megmentő szerepét a keleti országrész lakóinak a szemében.Khalifa Haftar's role in the Libyan civil war/ What happens now? Archiválva 2018. május 25-i dátummal a Wayback Machine-ben

### A Képviselőház az új ÁNK ellen
Kevesebb, mint tíz nappal Haftár offenzívájának a kezdete után az ÁNK 2014. június 25-ét jelölte meg az új választások napjaként. az iszlamisták veszítettek, de nem ismerték el a mindössze 16%-os részvételi arányú választás eredményét. Azzal vádolták a frissen megválasztott Képviselőházat, hogy a valamikori diktátor hívei uralják, és továbbra is a régi ÁNK-t támogatták, bár a hatalomátvétel hivatalosan megtörtént 2014. augusztus 4-én.
A konfliktus tovább éleződött 2014. július 13-án, amikor tripoli iszlamisták és a miszrátai milícia megindította a Líbiai Hajnal hadművelete, és augusztus 23-án elfoglalták a Tripoli Nemzetközi Repülőteret a Zintan milíciától. Nem sokkal ezután az ÁNK-nak azok a tagjai, akik elutasították a júniusi választásokat, újra összegyűltek, létrehozva az új ÁNK-t. Megszavazták, hogy a Képviselőház helyett ők lesznek a törvényhozó testület, Tripoli központtal és Abu Szahmejn elnökletével, a miniszterelnök pedig Omar al-Haszi lesz.
Mindennek a következtében a Képviselőház többsége kénytelen volt áthelyezni a székhelyét Tobrukba, ahol Haftár erőivel léptek szövetségre és végül a hadsereg főparancsnokának is kinevezték a tábornokot. November 6-án az ÁNK ellenőrizte tripoli legfelsőbb bíróság kimondta a Képviselőház feloszlatását. A Képviselőház elutasította a döntést, mondván, hogy "fenyegetés hatására" született.
2015. január 16-án a Méltóság hadművelet és a Líbiai Hajnal hadművelet támogatói fegyverszünetről egyeztek meg. Az országot ettől fogva két külön kormányzat vezette. Az egyik Tripoliban, az ÁNK, Miszráta és a Líbiai Hajnal támogatásával, míg a nemzetközi közösség a tobruki székhelyű, Abdullah al-Száni vezette kormányt ismerték el. Bengáziért a Haftárhoz hű erők és a radikális iszlámisták harcoltak.

## A háború hatásai

Líbiai olajmezők, csővezetékek, finomítók és raktárak

2015 februárjára a háború már jelentős károkat okozott. Gyakorivá váltak az áramszünetek, csökkent az üzleti aktivitás és 90 százalékkal csökkentek az olajbevételek. Több, mint négyezer ember halt meg a harcokban és egyes források szerint az ország lakosságának csaknem a harmada Tunéziába menekült a harcok elől.

## A harcok eseményei

### 2014. május – 2015. január: Méltóság vs Líbiai Hajnal
A csatározások 2014. május 16-án kora reggel kezdődtek meg, amikor Haftár tábornok erői – helikopterek és repülők támogatásával – megtámadták a Bengázi Iszlamisták bizonyos csoportjainak a bázisait, köztük azt is, amelyiket Christopher Stevens amerikai nagykövet 2012-ben történt meggyilkolásáért tettek felelőssé. Legalább 70 embert megöltek és legalább 250-et megsebesítettek. Haftár megfogadta, hogy nem állnak le, amíg nem végeznek a szélsőséges csoportokkal. Röviddel a támadás után egyes jelentések szerint azt kérdezte egy közeli barátjától, hogy öngyilkosságnak tartja-e az akciót.
Haftár a "Méltóság hadművelet" nevet adta az akciónak. A hadművelet a Február 17. Mártírjai dandár, a Líbiai Pajzs 1. dandárja (más néven Deraa 1. dandár) és az Anszar al-Saríja elleni támadásokkal kezdődött. A harc jórészt Bengázi délnyugati Havari és Szidi Feredzs kerületeiben folyt, különösen a délnyugati kapu ellenőrző pontnál és a cementgyárnál, az Anszar al-Saríja által ellenőrzött területen. A kikötő térségében a haditengerészet és a Deraa dandár közt folytak harcok.
Haftár erői kelet felől hatoltak Bengáziba, egyes egységek Mardzsból jöttek, köztük számos törzs harcosai. Megerősítetlen jelentések szerint Ibrahim Dzsadran kireneikai erői is Haftár mellett harcoltak.
Május 17-én Haftár sajtótájékoztatót tartott, amelyen kijelentette, hogy a jelenlegi ÁNK már nem képviseli a líbiai népet, és illegitim. Elmondta, hogy fő célja az iszlamista militánsok, komkrétan a Muszlim Testvériség kitakarítása Líbiából.
Május 18-án Haftárral szövetséges milíciák megtámadták a parlamentet Tripoliban. A törvényhozók az életükért menekültek, miközben fegyveresek dúlták fel az épületet, deklarálva a törvényhozó testület felfüggesztését. A következő este öt tiszt, akik a Líbiai Hadsereg vezetőiként mutatkoztak be, szintén bejelentette az ÁNk felfüggesztését. A Muktar Fernanan ezredes vezette csoport terve az volt, hogy egy Alkotmánybizottság vegye át az ÁNK munkáját, Abdullah al-Száni kormánya maradjon a helyén, és felügyelje az új katonai és biztonsági erők felállítását.
Július 13-án katonai egységek és milíciák egy szövetsége, köztük a Líbiai Forradalmárok Parancsnoki Hidja (LFPH) as a Forradalmárok Miszrata Uniója egyes csoportjai, mint a Hatten, a Mercer és a Haraka elindították a "Hajnal-hadművelet" nevű akciót a Tripoli Nemzetközi Repülőtér elfoglalásáért. Később más miszrátai, tripoli és zavijai milíciák is csatlakoztak hozzájuk, és iszlamista milíciák, mint a Zanzur Lovagjai, berber egységek és Dzsebel Nafusza egyes városaival kapcsolatba hozható milíciák.
Augusztus 23-án, több mint egy hónapos harcot követően a repülőteret végül elfoglalta a Líbiai Pajzserő, iszlamista és miszrátai erők szövetsége. Másnap a Hajnal-hadművelet mögötti erők bejelentették, hogy a egész város és a környező települések feletti ellenőrzést megszerezték, 90 kilométerre délre szorítva a rivális Zintan milíciákat.
Miközben Tripoli központi területei felett iszlamista fegyveres csoportok szerezték meg a felügyeletet, az újonnan megválasztott Képviselőház Tobrukban kezdte meg a tevékenységét. A rivális testület, az ÁNK Tripoliban maradt.
Líbia nyugati részében különösen október elején voltak hevesek a harcok a Zintan milíciák és szövetségeseik, illetve riválisaik között. A harcok túlterjedtek Tripolin és a Nafusza-hegységben is nagy harc folyt. Heves harc volt Kikla városában és a környékén, miután a Zintan támadást indított, hogy ellenőrzése alá vonja a Nafusza-hegységben lévő városokat és útvonalakat. Októberben Aubáriban tuareg és tubu törzsi milíciák is többször összecsaptak.

### 2015. január – 2016. április: az Iszlám Állam felemelkedése
2015. január 27-én fegyveresek támadták meg a tripoli Corinthia Hotelt, ahol gyakran találkoztak külföldi diplomaták és líbiai hivatalnokok. Miután a parkolóban bombát robbantottak, a fegyveresek megrohanták az épületet. Tüzet nyitottak, és megöltek legalább tíz embert, köztük egy amerikai biztonsági szerződőt, mielőtt a biztonsági erők megölték őket.
Február 4-én fegyveresek, akikről úgy hírlett, hogy az Iszlám Államhoz kapcsolódnak, megrohanták és hatalmukba kerítették a Szurt várostól délre fekvő Al-Mabrúk olajmezőt. Egy líbiai biztonsági forrás szerint 12 alkalmazottat, köztük négy külföldit megöltek.
Február 9-én az Iszlám Állam elfoglalta a Szurt tartományi Nofalíja várost. A városba 40 felfegyverzett járműből álló konvoj érkezett, bűneik megbánására szólították fel a helybelieket és arra, hogy esküdjenek hűséget Abu Bakr al-Bagdadinak.
Február 13-án kormányzati, rádió és tévé épületeket foglaltak el az Iszlám Államhoz kötődő fegyveresek Szurtban. A jelentések szerint egy ultimátumot is kibocsátottak, amelyben február 15-éig, vasárnapig időt adtak más milíciáknak, hogy hagyják el a várost. Válaszul a tripoli kormány mögötti nem elismert maradék ÁNK bejelentette, hogy erőket állít fel a Szirtében elfoglalt épületek visszafoglalására. Mégsem tettek kísérletet a város visszafoglalására, ami annak is betudható, hogy a miszratai milíciák visszavonultak Szurtból, amikor az Iszlám Állam megtámadta őket.
Február 15-én a líbiai Iszlám Állam egy olyan videót publikált, amelyben 21 elrabolt egyiptomi kopt lefejezését mutatták be. Az Egyiptomi Légierő órákon belül reagált: Légicsapásokat intézett az Iszlám Állam darnai kiképzőhelyei és raktárai ellen, megölve mintegy 50 militánst és hét civilt. A tobruki kormány ugyancsak csapásokat intézett a levegőből darnai célpontok ellen, jelentések szerint az egyiptomiakkal együttműködve, miközben a tripoli kormány elítélte a légicsapásokat, terrorizmusnak és a líbiai szuverenitás megsértésének nevezve őket. Február 19-én Katar visszahívta kairói nagykövetét, az egyoldalú egyiptomi katonai akció elítéléseként, mondván hogy a csapások ártatlan civilek életébe kerülnek és egyoldalú előnyhöz juttatják az egyik küzdő felet.
Február 20-án  az Iszlám Állam aktivistái három bombát robbantottak Al Kuba városban. Célpontjuk egy benzinkút és egy rendőrállomás volt, és Agila Szala parlamenti elnök háza, és egyes állítások szerint az egyiptomi légicsapásokat akarták megbosszulni. Jelentések szerint a bombatámadások legalább 40 emberrel végeztek. Az Egyesült Államok külügyminisztériuma, Miszráta önkormányzata, és a Líbiai Hajnal elítélték a támadásokat.

## Fordítás
Ez a szócikk részben vagy egészben  a   Libyan Civil War (2014–present) című angol Wikipédia-szócikk ezen változatának fordításán alapul.  Az eredeti cikk szerkesztőit annak laptörténete sorolja fel. Ez a jelzés csupán a megfogalmazás eredetét és a szerzői jogokat jelzi, nem szolgál a cikkben szereplő információk forrásmegjelöléseként.